# Newark Castle (Selkirkshire)
Newark Castle, ook Newark Tower genoemd, is de ruïne van een vijftiende-eeuws kasteel, gelegen op het landgoed van het negentiende-eeuwse Bowhill House, zo'n vijf kilometer ten westen van Selkirk in de Schotse regio Scottish Borders.

## Geschiedenis
Newark Castle werd rond 1423 gebouwd door Archibald Douglas, vierde graaf van Douglas om het Oldworck te vervangen.
Nadat in 1455 de familie Douglas in ongenade was gevallen, verviel het kasteel aan de kroon. In 1473 werd het kasteel geschonken aan Margareta van Denemarken, vrouw van Jacobus III.
In 1547 werd Newark Castle zonder succes belegerd door de Engelsen; het jaar erna werd het kasteel echter ingenomen en in brand gestoken.
In 1645 werden tijdens de burgeroorlog 100 royalisten van de markies van Montrose geëxecuteerd bij Newark Castle na de Slag van Philiphaugh.
In 1650 werd het kasteel vernietigd door de troepen van Oliver Cromwell.
Op het eind van de zeventiende eeuw werd het kasteel als jachthuis aangepast voor Anna, hertogin van Monmouth en Buccleuch.
In de achttiende eeuw werd het kasteel gebruikt als steengroeve.

## Bouw
Newark Castle is een grote, rechthoekige woontoren van vijf verdiepingen. Op de westgevel zijn de koninklijke wapens van Jacobus III van Schotland te zien.
Ter hoogte van de borstwering is de toren in de zestiende eeuw uitgebreid met twee extra verdiepingen. De ringmuur om het kasteel werd in de late vijftiende eeuw voorzien van schietgaten.

## Beheer
Newark Castle ligt op het terrein van Bowhill House (uit 1812), dat privé-eigendom is van de hertog van Buccleuch. Het kasteel is niet toegankelijk; enkel het exterieur kan vanaf de weg worden bekeken.